# Burhan G (album)
Burhan G er det tredje studiealbum fra den danske pop-sanger og sangskriver Burhan G, der blev udgivet den 12. april 2010 på Copenhagen Records. Det er Burhan G's første dansksprogede album, og er blevet til i samarbejde med bl.a. Rasmus Seebach, Nik & Jay og Jinks, samt producerne Jon & Jules og Providers.
Albummet debuterede som nummer fire på album-hitlisten, og opnående en placering som nummer to i december 2011 efter 78 uger på listen. Burhan G modtog i november 2016 seksdobbelt-platin af IFPI for 120.000 solgte eksemplarer. Albummet var det fjerde bedst sælgende album i 2011. Burhan G har i alt tilbragt 125 uger på hitlisten. Albummet har affødt top 10-singlerne "Kun dig", "Jeg vil ha' dig for mig selv", "Mest ondt" (featuring Medina), "Tættere på himlen" (featuring Nik & Jay), "Søvnløs", og "Jeg' i live". Singlerne har samlet set solgt 350.000 downloads, og har indbragt Burhan G adskillelige guld- og platincertifikater.
Den 3. oktober 2011 blev albummet genudgivet i en Speciel Edition med fem nye sange, heriblandt singlen "Jeg' i live" der er en coverversion af en duet mellem Sanne Salomonsen og Thomas Helmig fra 1989. Udgivelsen indeholder også en DVD med akustiske liveoptagelser og musikvideoer.
Om albummet fortæller Burhan G i en pressemeddelelse,
| Citat | Jeg har lavet denne plade på dansk primært fordi jeg elsker musik og fordi jeg elsker alle de forskellige måder man kan udtrykke sig på. Jeg har lavet engelske plader indtil nu og lavede de her danske numre undervejs i processen. Jeg begyndte at dykke ned i gamle danske popklassikere fra forskellige artister som Kim Larsen og Sanne Salomonsen med mange flere, og fandt en nerve som jeg selv godt kunne tænke mig at formidle. | Citat |
|       | |       |

## Anmeldelser
Burhan G modtog overvejende positive anmeldelser fra de danske musikkritikere. Henning Høeg fra BT gav albummet fem ud af seks stjerner, og skrev: "Selvom det er mindre råt, mere poleret og helt klart radiovenligt, så udspringer materialet på Burhans første dansksprogede album nemlig klart af den reneste kærlighed til musikken." Han fremhævede Medina-duetten "Mest ondt", og forudså at albummet ville give Burhan G sit kommercielle gennembrud. Gaffa's Sohail Hassan var ligeledes positiv og gav Burhan G fire ud af seks stjerner. Han roste Burhan G's vokal og hans sans for "en god melodi", men kritiserede at sangerens R&B-stil havde bevæget sig i retning af "pop, dance og autotune-lyde". Alligevel kaldte anmelderen Burhan G for "til tider helt fantastisk".
Simon Lund fra Politiken gav albummet tre ud af seks hjerter. Han fremhævede singlen "Jeg vil ha' dig for mig selv", og skrev at albummet bød på "flere refrænsikre skud i samme retning". Dog kritiserede anmelderen albummets tekster, som han kaldte for utroværdige. Mest kritisk var Peter Albrechtsen fra Ekstra Bladet, der gav albummet to ud af seks stjerner: "Det virker ærlig talt som et febrilsk forsøg på at få fabrikeret de hit, som Burhan aldrig rigtig har mønstret før, for han har nu allieret sig med Rasmus Seebach og Nik & Jay og er i øvrigt begyndt at synge på dansk, så Medina-publikummet kan stilles tilfreds." Han kritiserede sproget i Nik & Jay-duetten "Tættere på himlen", der ifølge anmelderen "når lavkomiske højder".

## Singler
Albummets første single, "Kun dig", udkom den 30. maj 2008. Singlen lå placeret i den nedre del af top 40 på download-hitlisten i 17 uger, og har modtaget guld for 15.000 downloads. Den 15. juni 2009 fulgte andensinglen "Jeg vil ha' dig for mig selv", der er skrevet i samarbejde med Rasmus Seebach, og sampler Milli Vanillis "Girl You Know It's True" (1988). Dele af sangteksten er lånt fra Nik & Jays "I Love Ya" (2006), og i november udkom en ny version hvor netop Nik & Jay lægger rapvokal til. "Jeg vil ha' dig for mig selv" opnåede en placering som nummer otte på hitlisten, og har modtaget platin for 30.000 downloads.
Den 8. marts 2010 udkom den tredje single, "Mest ondt". Sangen er skrevet af Burhan G og Sarah West, og gæstes af sangerinden Medina. Sangen blev Burhan G's første nummer ét-hit, og modtog platin. "Mest ondt" var i 2010 det mest spillede nummer på de kommercielle radiostationer i Danmark. "Tættere på himlen", med Nik & Jay, blev udgivet som fjerde single den 23. august 2010. Singlen blev Burhan G's andet nummer ét-hit, og modtog ligeledes platin.
Balladen "Søvnløs" blev udsendt som femte single fra Burhan G den 31. januar 2011. Singlen opnåede en niendeplads på hitlisten, og har modtaget platin.
Kort før genudgivelsen af albummet i en Special Edition, udkom "Jeg' i live" som sjette og sidste single den 26. august 2011. Sangen er en coverudgave af sangen med samme titel af Sanne Salomonsen og Thomas Helmig fra 1989. Singlen opnåede en andenplads på hitlisten. "Jeg' i live" var den femte bedst sælgende single i 2011 ifølge IFPI Danmark. Singlen modtog i oktober 2012 dobbelt platin, og har solgt 65.000 downloads, hvilket gør den til Burhan G's bedst sælgende single.

## Spor
| #   | Titel                                     | Sangskriver(e)                                                                        | Producer(e)                               | Længde |
| --- | ----------------------------------------- | ------------------------------------------------------------------------------------- | ----------------------------------------- | ------ |
| 1.  | "I stedet for dig"                        | Burhan Genc, Niclas Petersen, Jannik Thomsen, Jinks, Jeppe Federspiel, Rasmus Stabell | Burhan G, Providers                       | 3:40   |
| 2.  | "Jeg vil ha' dig for mig selv"            | Genc, Rasmus Seebach                                                                  | Burhan G                                  | 3:44   |
| 3.  | "Mest ondt" (featuring Medina)            | Genc, Sarah West                                                                      | Burhan G                                  | 3:53   |
| 4.  | "Hvor er du"                              | Genc, Seebach, Jinks, Federspiel, Stabell                                             | Burhan G, Providers                       | 3:47   |
| 5.  | "Tættere på himlen" (featuring Nik & Jay) | Genc, Petersen, Thomsen, Jules Wolfson, Jon Ørom, Puma                                | Jon & Jules, Puma                         | 4:46   |
| 6.  | "Sommerregn"                              | Genc, Seebach, West, Fridolin Nordsø                                                  | Burhan G, Fridolin Nordsø, Filip Melchior | 4:24   |
| 7.  | "Kun dig"                                 | Genc, Claus Seest                                                                     | Burhan G                                  | 3:46   |
| 8.  | "Kryptonit"                               | Genc, Petersen, Thomsen                                                               | Burhan G                                  | 3:53   |
| 9.  | "Søvnløs"                                 | Genc, Petersen, Thomsen, Wolfson, Ørom                                                | Jon & Jules                               | 4:02   |
| 10. | "En sang til dig"                         | Genc, West                                                                            | Burhan G                                  | 4:51   |

### Special Edition (2011)
| 1.  | "I stedet for dig"                                   | Burhan Genc, Niclas Petersen, Jannik Thomsen, Jinks, Jeppe Federspiel, Rasmus Stabell | Burhan G, Providers                       | 3:40 |
| 2.  | "Jeg vil ha' dig for mig selv"                       | Genc, Rasmus Seebach                                                                  | Burhan G                                  | 3:44 |
| 3.  | "Mest ondt" (featuring Medina)                       | Genc, Sarah West                                                                      | Burhan G                                  | 3:53 |
| 4.  | "Hvor er du"                                         | Genc, Seebach, Jinks, Federspiel, Stabell                                             | Burhan G, Providers                       | 3:47 |
| 5.  | "Tættere på himlen" (featuring Nik & Jay)            | Genc, Petersen, Thomsen, Jules Wolfson, Jon Ørom, Puma                                | Jon & Jules, Puma                         | 4:46 |
| 6.  | "Sommerregn"                                         | Genc, Seebach, West, Fridolin Nordsø                                                  | Burhan G, Fridolin Nordsø, Filip Melchior | 4:24 |
| 7.  | "Kun dig"                                            | Genc, Claus Seest                                                                     | Burhan G                                  | 3:46 |
| 8.  | "Kryptonit"                                          | Genc, Petersen, Thomsen                                                               | Burhan G                                  | 3:53 |
| 9.  | "Søvnløs"                                            | Genc, Petersen, Thomsen, Wolfson, Ørom                                                | Jon & Jules                               | 4:02 |
| 10. | "En sang til dig"                                    | Genc, West                                                                            | Burhan G                                  | 4:51 |
| 11. | "Jeg' i live"                                        | Jens Rugsted, Thomas Helmig                                                           | Burhan G                                  | 3:13 |
| 12. | "Tag hvad du vil" (Ankerstjerne featuring Burhan G)  | Lars Ankerstjerne, Genc                                                               | Burhan G                                  | 3:22 |
| 13. | "Jeg vil ha' dig for mig selv" (featuring Nik & Jay) | Genc, Seebach                                                                         | Burhan G                                  | 4:08 |
| 14. | "Smuk i nat"                                         | Genc                                                                                  | Burhan G                                  | 3:59 |
| 15. | "Tiden heler ingen sår"                              | Genc, Seest                                                                           | Burhan G                                  | 3:41 |

| 1. | "I stedet for dig" (Beta Session)                        |  |
| 2. | "Jeg vil ha' dig for mig selv" (Beta Session)            |  |
| 3. | "Søvnløs" (Beta Session)                                 |  |
| 4. | "Mest ondt" (featuring Stine Bramsen) (Beta Session)     |  |
| 5. | "Tættere på himlen" (featuring Nik & Jay) (Beta Session) |  |
| 6. | "Jeg vil ha' dig for mig selv" (Musikvideo)              |  |
| 7. | "Mest ondt" (featuring Medina) (Musikvideo)              |  |
| 8. | "Tættere på himlen" (featuring Nik & Jay) (Musikvideo)   |  |
| 9. | "Søvnløs" (Musikvideo)                                   |  |

### Special Edition (2012)
| 1.  | "I stedet for dig"                                   | Burhan Genc, Niclas Petersen, Jannik Thomsen, Jinks, Jeppe Federspiel, Rasmus Stabell | Burhan G, Providers                       | 3:40 |
| 2.  | "Jeg vil ha' dig for mig selv"                       | Genc, Rasmus Seebach                                                                  | Burhan G                                  | 3:44 |
| 3.  | "Mest ondt" (featuring Medina)                       | Genc, Sarah West                                                                      | Burhan G                                  | 3:53 |
| 4.  | "Hvor er du"                                         | Genc, Seebach, Jinks, Federspiel, Stabell                                             | Burhan G, Providers                       | 3:47 |
| 5.  | "Tættere på himlen" (featuring Nik & Jay)            | Genc, Petersen, Thomsen, Jules Wolfson, Jon Ørom, Puma                                | Jon & Jules, Puma                         | 4:46 |
| 6.  | "Sommerregn"                                         | Genc, Seebach, West, Fridolin Nordsø                                                  | Burhan G, Fridolin Nordsø, Filip Melchior | 4:24 |
| 7.  | "Kun dig"                                            | Genc, Claus Seest                                                                     | Burhan G                                  | 3:46 |
| 8.  | "Kryptonit"                                          | Genc, Petersen, Thomsen                                                               | Burhan G                                  | 3:53 |
| 9.  | "Søvnløs"                                            | Genc, Petersen, Thomsen, Wolfson, Ørom                                                | Jon & Jules                               | 4:02 |
| 10. | "En sang til dig"                                    | Genc, West                                                                            | Burhan G                                  | 4:51 |
| 11. | "Jeg' i live"                                        | Jens Rugsted, Thomas Helmig                                                           | Burhan G                                  | 3:13 |
| 12. | "Tag hvad du vil" (Ankerstjerne featuring Burhan G)  | Lars Ankerstjerne, Genc                                                               | Burhan G                                  | 3:22 |
| 13. | "Jeg vil ha' dig for mig selv" (featuring Nik & Jay) | Genc, Seebach                                                                         | Burhan G                                  | 4:08 |
| 14. | "Smuk i nat"                                         | Genc                                                                                  | Burhan G                                  | 3:59 |
| 15. | "Tiden heler ingen sår"                              | Genc, Seest                                                                           | Burhan G                                  | 3:41 |

Noter
- "Jeg vil ha' dig for mig selv" indeholder parter af "Girl You Know It's True" oprindeligt fremført af Milli Vanilli, og "I Love Ya" oprindeligt fremført af Nik & Jay.

## Hitlister og certificeringer
| Hitliste (2010–11) | Højeste placering |
| ------------------ | ----------------- |
| Danmark            | 2                 |

| Hitliste (2010) | Placering |
| --------------- | --------- |
| Danmark         | 11        |
| Hitliste (2011) | Placering |
| Danmark         | 4         |
| Hitliste (2012) | Placering |
| Danmark         | 19        |
| Hitliste (2017) | Placering |
| Danmark         | 93        |
| Hitliste (2018) | Placering |
| Danmark         | 98        |
| Hitliste (2019) | Placering |
| Danmark         | 83        |
| Hitliste (2020) | Placering |
| Danmark         | 98        |
| Hitliste (2021) | Placering |
| Danmark         | 93        |
| Hitliste (2022) | Placering |
| Danmark         | 78        |
| Hitliste (2023) | Placering |
| Danmark         | 79        |
| Hitliste (2024) | Placering |
| Danmark         | 69        |

| Land (Organisation) | Certificering |
| ------------------- | ------------- |
| Danmark (IFPI)      | 6× Platin     |

## Medvirkende
- Burhan G – sangskriver, producer (spor 1, 2, 3, 4, 6, 7, 8, 10), indspilning, arrangement (spor 1, 2, 3, 4, 6, 7, 8, 10), instrumenter (spor 1, 2, 3, 4, 6, 7, 8, 10), vokal, guitar (spor 3), mixer (spor 7 og 8)
- Niclas Petersen – sangskriver (spor 1, 5, 8, 9), ekstra vokal (spor 1), vokal (spor 5)
- Jannik Thomsen – sangskriver (spor 1, 5, 8, 9), vokal (spor 5), ekstra vokal (spor 8)
- Jinks – sangskriver (spor 1, 4)
- Providers – sangskriver (spor 1, 4), producer (spor 1, 4), arrangement (spor 1, 4), instrumenter (spor 1, 4)
- Mads Nilsson – mixer (spor 1, 2, 3, 4, 5, 6, 9, 10)
- Rasmus Seebach – sangskriver (spor 2, 4, 6)
- Oliver McEwan – bas (spor 2)
- Sarah West – sangskriver (spor 3, 6, 10), ekstra vokal (spor 2), vokal (spor 3)
- Daniel Davidsen – guitar (spor 3)
- Medina – vokal (spor 3)
- Jon & Jules – sangskriver (spor 5, 9), producer (spor 5, 9), arrangement (spor 5, 9), instrumenter (spor 5, 9)
- Puma – sangskriver (spor 5), producer (spor 5), arrangement (spor 5), instrumenter (spor 5)
- Fridolin Nordsø – sangskriver (spor 6), producer (spor 6), arrangement (spor 6), instrumenter (spor 6)
- Filip Melchior – co-produer (spor 6), instrumenter (spor 6)
- Claus Seest – sangskriver (spor 7)
- Saqib – mixer (spor 7 og 8)
- Christian Ellegaard – violin (spor 10)
- Jan Eliasson – mastering

## Udgivelseshistorik
| Land    | Dato             | Pladeselskab       | Format(er)                | Katalog nr.   |
| ------- | ---------------- | ------------------ | ------------------------- | ------------- |
| Danmark | 12. april 2010   | Copenhagen Records | CD                        | CPRREC 0166-2 |
| Danmark | 3. oktober 2011  | Copenhagen Records | CD, DVD (Special Edition) | CPHREC 0187-0 |
| Danmark | 2. december 2012 | Copenhagen Records | CD (Special Edition)      |               |